# 조남중학교
조남중학교(鳥南中學校)는 대한민국 경기도 시흥시 조남동에 있는 공립 중학교이다.

## 학교 연혁
- 2015년 7월 1일 : 설립인가(24학급)
- 2017년 3월 1일 : 조남중학교 개교(남녀공학 5학급, 1,2,3학년)
- 2017년 3월 1일 : 초대 유승일 교장 취임
- 2017년 3월 2일 : 전·입학식(126명)
- 2018년 2월 9일 : 제1회 졸업식(23명)
- 2023년 3월 1일 : 제4대 임병권 교장 취임
- 2024년 1월 9일 : 제7회 졸업식(261명, 누계 1,265명)
- 2024년 3월 4일 : 신입생 입학식(413명) 35학급 (1)

## 참고 자료
- 조남중학교 - 한국교육학술정보원 학교알리미